# Хокей на трева
Хокей на трева е олимпийски спорт от 1908 година (с прекъсвания през 1912 и 1924 г.), популярен сред много мъже, жени и деца в голям брой страни.
От 1980 година се провеждат олимпийски състезания и за жени. Настилката, на която се играе този спорт, е изкуствена трева. За да се различава от хокея на лед, се нарича хокей на трева (на английски: Field hockey).
През 1980-те години страните, доминиращи в този спорт, са Пакистан и Индия, но по-късно те отстъпват на Австралия, Нидерландия, Германия, Нова Зеландия и Испания, които са световни сили и до днес.
Предполага се, че модерният хокей се е зародил в средата на ХVІІІ век в Англия, където се е играл около училищата и някои учреждения, а не след средата на ХІХ век, когато в Югоизточен Лондон се създава първият хокеен клуб „Блек Хед“ през 1849 г.
Първият световен шампионат е проведен през 1971 година.
Отборите се състоят от 11 души. Играта продължава 2 полувремена с по 2 х 15 мин.